# تروند سوليد
النرويجي (بالنرويجية البوكمول: Trond Sollied)‏ تروند سوليد، من مواليد 29 / 4 / 1959 م، مكان الميلاد : موي رانا - النرويج.

## الأندية التي لعب لها
مو النرويجي
1. 1981

فاليرينغا النرويجي
1. 1984

روزنبورغ تروندهايم النرويجي
1. 1991

بودو/غليمت النرويجي
1. 1993

## الأندية التي دربها
بودو/غليمت النرويجي
1. 1996

روزنبورغ النرويجي
1998
غنت البلجيكي
1. 2000

كلوب بروج البلجيكي
1. 2005

أوليمبياكوس اليوناني
1. 2007

غنت البلجيكي
1. 2008

هيرنيفين الهولندي
1. 2009

## مقتطفات من مسيرته الاحترافية كمدرب
جمع تروند بين اللعب والتدريب حيث كان لاعباً ومدرباً في نفس الوقت لفريق بودو/غليمتو، وحقق نتائج مميزة للفريق حيث حصل على دوري الدرجة الأولى ومنه للممتاز محتلاً الوصافة في عام 1993 م، وحقق أيضاً كأس النرويج في ذات العام.
في نهاية موسم 1993 م اعتزل تروند اللعب وتفرغ للتدريب وحصل الفريق معه على ثالث الترتيب في الدوري عام 1995 م وخسر نهائي الكأس عام 1996 م.
في عام 1997 م انتقل للنادي النرويجي الكبير روزنبورغ وعمل مساعداً لأسطورة التدريب هناك نيلز أنري إيغين وحقق الفريق بطولة الدوري في ذلك العام.
في عام 1998 م سنحت الفرصة لتروند ليكون المدرب الأول لفريق روزنبورغ وحافظ الفريق تحت قيادته على بطولة الدوري وتأهل لدوري أبطال أوروبا.
في عام 1999 م خاض تروند أول تحد له كمدرب خارج بلاده النرويج حيث عمل مدرباً لفريق غنت البلجيكي.
ومن ثم انتقل لتدريب النادي البلجيكي الكبير كلوب بروج حيث حقق معه كل الألقاب الممكنة هناك من بطولة دوري، وكأس، وبطولات سوبر.
بعد سنوات من العمل المثمر في كلوب بروج، انتقل تروند في 2005 م لتدريب العملاق اليوناني أوليمبياكوس، وحقق الفريق تحت إشرافه بطولتي الدوري والكأس، وأقيل من منصبه بعد النتائج غير الجيدة للفريق في دوري أبطال أوروبا رغم تصدره للدوري المحلي اليوناني.
عاد بعد ذلك تروند للتدريب في بلجيكا جيث درب غنت مجدداً وحصل معه على وصافة كأس بلجيكا 2007 م.
في مارس 2008 م تعاقد معه نادي هيرنيفين الهولندي لمدة موسمين وحقق معه كأس هولندا ولكن تمت إقالته من منصبه في أغسطس 2009 م بعد النتائج الغير جيدة للفريق في مستهل مباريات الدوري الهولندي، وربطت بعد ذلك تقارير صحفية مصيره بالتوقيع مع عدة أندية مثل أنقرة غوتشو وكذلك منتخب النرويج.
يعتمد تروند في نهجه الفني كمدرب على طريقة 4 - 3 - 3 وقليلاً ما يغير هذا النهج، حيث يلعب بـ 4 مدافعين وأمامهم محور واحد ولاعبي وسط وفي المقدمة جناحين أيمن وأيسر ورأس حربة تقليدي طويل وقوي البنية.
حصل المدرب على المركز التاسع في تصنيف الاتحاد الأوروبي لأفضل المدربين لعام 2006 م.
حصل تروند على بطولة الدوري الممتاز في 3 دول مختلفة هي النرويج، بلجيكا، اليونان.
حصل نادي هيرنيفين على أول بطولة في تاريخه على يد السيد تروند، وذلك بحصوله على كأس هولندا في عام 2009 م، في إنجاز يسجله التاريخ لتروند.
تم ترشيحه في عام 2003 م لتدريب منتخب النرويج، ولكن تروند اشترط تدريب المنتخب ونادي كلوب بروج في نفس الوقت وهو الطلب الذي رفضه مسئولي الاتحاد النرويجي آن ذاك.

## أرقام واحصائيات
موسم 2008-2009
نادي هيرنيفيين
الدوري الهولندي
المركز الـ 5 من بين 18 فريق في الدرجة الممتازة
لعب الفريق 34 مباراة وحصد 60 نقطة
فاز الفريق في 17 وتعادل في 9 وخسر 8 مباريات
سجل هيرنيفيين 66 هدف ودخل مرماه 57 هدف
كأس هولندا
في الدور الثاني فاز هيرنفيين على ماسترختس بـ 3/0.
في الدور الثالث للبطولة اكتسح هيرنيفيين نادي هاغلانديا بـ 7/0.
تجاوز هيرنيفيين في دور الـ 16 للبطولة النادي العريق فينورد بثلاثية نظيفة.
في دور الـ 8 تجاوز نادي نيمينغن بـ 3 / 1.
في دور الـ 4 تخطى نادي فولندام بثنائية نظيفة.
في المباراة النهائية تعادل مع نادي تفينتي 2/2 قبل أن يفوز بركلات الترجيح 5/4.
حصل هيرنيفيين على كأس البطولة.
كان هيرنفيين في هذه البطولة صاحب أقوى خط هجوم بـ 20 هدف.
كأس الاتحاد الأوروبي
وصل الفريق لدوري المجموعات بعد أن تخطى نادي سيتوبال البرتغالي بمجموع اللقائين 6/3.
احتل هيرنيفيين المرتبة الأخيرة في مجموعته التي ضمت إلى جانبه نادي ميلان وفولفسبورغو براغا و بورتسموث.
موسم 2009-2010
هيرنيفين - هولندا
الدوري الهولندي
لعب الفريق تحت قيادة السيد تروند 5 لقاءات قبل أن تتم إقالته من منصبه
فاز الفريق في لقاء واحد وتعادل في آخر وخسر 3 مباريات.
سجل هدفان وتلقت شباك هيرنيفين 8 أهداف.

## إنجازاته كمدرب
نادي بودو/غليمت
1. الدوري النرويجي - درجة أولى - 1992 م.
2. كأس بلجيكا 1993 م.
3. وصيف بطل الدوري البلجيكي 1993 م.

نادي روزنبورغ
1. الدوري النرويجي الممتاز 1998 م.

2- وصيف بطل كأس النرويج 1998 م
.
1. بطولة الأندية الإسكندنافية 1998 م.

نادي كلوب بروج
1. الدوري البلجيكي 2002-2003 م.
2. كأس بلجيكا 2003-2004 م.
3. كأس السوبر البلجيكي 2002 م.
4. كأس السوبر البلجيكي 2003 م.
5. كأس السوبر البلجيكي 2004 م.
6. كأس السوبر البلجيكي 2005 م.

نادي أولمبياكوس اليوناني
1. الدوري اليوناني الممتاز 2005-2006 م.
2. كأس اليونان 2005-2006.

نادي غنت البلجيكي
1. وصيف كأس بلجيكا 2007-2008 م.

نادي هيرنيفين الهولندي
1- بطل كأس هولندا 2009 م.

## روابط خارجية
- تروند سوليد على موقع اتحاد النرويج (النرويجية)
- تروند سوليد على موقع قاعدة بيانات كرة القدم.إي يو (الإنجليزية)
- تروند سوليد على موقع ناشيونال فوتبول تيمز (الإنجليزية)
- تروند سوليد على موقع عالم كرة القدم.نت (الإنجليزية)
- تروند سوليد على موقع كووورة